# Automolis similis
Automolis similis là một loài bướm đêm thuộc phân họ Arctiinae, họ Erebidae.